# Tiberius Claudius Nero
Tiberius Claudius Nero  (Kr. e. 85 körül – Kr. e. 33.) az ókori római Claudia gens tagja, Tiberius Claudius Pius Felix Nero, Kr. e. 202 consuljának leszármazottja volt. Apja és anyja a Claudiusok patriciusi nemzetségének illusztris republikánus tagjai voltak.
Ő volt Tiberius és Nero Claudius Drusus apja, Drusus Iulius Caesar, Germanicus, Livilla és Claudius császár nagyapja, illetve Caligula déd- és Nero ükapja.
Quaestori szolgálatának letelte után Caesar flottájának lett parancsnoka az Egyiptom elleni hadjárat során, Kr. e. 48-ban. A győzelemben játszott szerepét a dictator papi ranggal honorálta, és utasította, hogy coloniákat alapítson Gallia provinciában (Narbo, Arelate). Caesar halála után amnesztiát hirdetett a senatorok számára, később praetorrá választották. 
Az elkövetkező időszakban Tiberius a Caesar-párton belül Marcus Antonius híve lett, nem pedig a feltörekvő Octavianusé. Kr. e. 43-I. e. 42 körül vette feleségül rokonát, Livia Drusillát Rómában. Nemsokára megszületett első fia, Tiberius. Ekkor azonban már menekülnie kellett családjával együtt: először Szicíliába, Sextus Pompeiushoz utaztak, majd csatlakoztak Marcus Antoniushoz keleten. Csak három év múlva, Kr. e. 38-ban tért vissza várandós feleségével a fővárosba, amikor helyreállt a konszenzus a triumvirek között. Octavianus beleszeretett Liviába, és hamarosan elérte, hogy elváljon Tiberiustól. A válás napján már össze is házasodtak. Nem sokkal a menyegző után megszületett Lugdunumban (Lyon, Franciaország) a feltehetően Tiberiustól származó Drusus, akit csak pár hónap elteltével adtak vissza apjának. Felnevelte és taníttatta gyermekeit egészen Kr. e. 33-ban bekövetkezett haláláig. Temetési beszédét idősebbik fia, Tiberius mondta, aki, amint elérte a felnőttkort, két gladiátorviadalt rendezett apja és nagyapja emlékére a Forum Romanumon és az amphitheatrumban.